# ザ・ヴァンプス
ザ・ヴァンプス（The Vamps）は、イギリス出身のバンド。YouTubeにカバー曲を投稿し人気を集め、2013年9月にCDデビュー。ファーストシングルはUKチャート初週2位。MTV Brand New Artist For 2014。2014年5-6月、プロモーションのため初来日。

## 結成とデビューまで
2011年、すでにマネージメントをつけソロとして活動していたJamesは、成功するためにグループを組むことを勧められる。同じくソロでパブやバーでプロデビューを夢に活動していたBradをYouTubeのカバーで見つけ、フェイスブックでJamesがBradにコンタクトをとり、お互いの家を行き来しながら曲を書いていく。2人で1年間ほど曲作りなどの下積みを経て、フェイスブックを通じてTristanを知る。7歳からドラムをしていたTristanをメンバーとして迎え、3人での活動を始める。2012年の夏、ソニースタジオ前に突然現れ、オリジナル曲である「She Was The One」を路上でアコースティック披露した。これがバンドとして初めて公にでた瞬間であり、偶然そこにいた観客の心を掴む。その日のうちにツイッター上ではファンアカウントができ、その後YouTubeにカバー曲を投稿するようになり徐々に人気を集めていく。2012年11月29日にレーベル契約を結び、アルバム制作を進める。2013年に入り、Bradの友人を通じてYouTubeにソロでカバーを投稿していたConnorを知り、ベースとして迎える。その後もカバー曲の投稿を続け、テイラー・スウィフトの22をアコースティックカバーしたビデオで話題を呼び、さらに人気を集めていく。その傍らライブ活動も行うようになり、マクフライのMemory Laneツアーのオープニングアクトを務める。

## メンバー

### James Daniel McVey
- ジェームズ・マクヴェイ
- ギター&ボーカル
- 1994年4月30日生まれ 30歳
- 身長183cm。

### Bradley Will Simpson
- ブラッドリー・シンプソン
- リードボーカル&ギター，キーボード
- 1995年7月28日生まれ 29歳
- 身長170cm。

### Tristan Oliver Vance Evans
- トリスタン・エヴァンス
- ドラム&ボーカル
- 1994年8月15日生まれ 30歳
- 身長185cm。

### Connor Samuel John Ball
- コナー・ボール
- ベース&ボーカル
- 1996年3月15日生まれ 28歳
- 身長168cm。

## ディスコグラフィー

### アルバム
| 年                                        | タイトル                    | アルバム詳細 | チャート最高位 | チャート最高位 | チャート最高位 | チャート最高位 | チャート最高位 | チャート最高位 | チャート最高位 | チャート最高位 | チャート最高位 | チャート最高位 | 認定           |
| 年                                        | タイトル                    | アルバム詳細 | UK             | AUS            | BEL            | FRA            | IRE            | JPN            | NZ             | SPA            | SWI            | US             | 認定           |
| ----------------------------------------- | --------------------------- | --- | -------------- | -------------- | -------------- | -------------- | -------------- | -------------- | -------------- | -------------- | -------------- | -------------- | -------------- |
| 2014                                      | Meet the Vamps              | - 発売日: 2014年4月15日 - レーベル: Mercury, Virgin EMI - フォーマット: CD, digital download - 全英売上: 27万枚 | 2              | 3              | 34             | 29             | 2              | 34             | 8              | 9              | 70             | 40             | - UK: プラチナ |
| 2015                                      | Wake Up                     | - 発売日: 2015年11月27日 - レーベル: Mercury, Virgin EMI - フォーマット: CD, digital download - 全英売上: 6万枚 | 10             | 23             | 37             | —              | 17             | —              | —              | 23             | —              | 186            | - UK: シルバー |
| 2017                                      | Night & Day (Night Edition) | - 発売日: 2017年7月14日 - レーベル: Mercury, Virgin EMI - フォーマット: CD, digital download                    | 1              | —              | 26             | —              | 6              | —              | —              | —              | —              | —              |                |
| 2018                                      | Night & Day (Day Edition)   | - 発売日: 2018年7月13日 - レーベル: Mercury, Virgin EMI - フォーマット: CD, digital download                    |                |                |                |                |                |                |                |                |                |                |                |
| 2020                                      | Cherry Blossom              | - 発売日: 2020年10月16日 - レーベル: Mercury, Virgin EMI - フォーマット: CD, digital download                   |                |                |                |                |                |                |                |                |                |                |                |
| "—"は未発売またはチャート圏外を意味する。 |                             | |                |                |                |                |                |                |                |                |                |                |                |

### シングル
Can We Dance
- デビューシングル
- 2013年9月29日リリース
- 全英初週2位

Wild Heart
- 2014年1月19日リリース
- 全英初週3位

Last Night
- 2014年4月7日リリース
- 全英初週2位

Somebody To You
- デミ・ロヴァートとコラボレート
- 2014年5月14日リリース
- 全英初週4位
- アメリカでのバンドの初シングル　2014年8月4日リリース

Oh Cecilia (Breaking My Heart)
- 邦題『愛しのセシリア』
- Shawn Mendesとコラボレート
- 2014年9月12日リリース
- iTunesでは両A面シングル『Hurricane』を収録
- Teenage Cancer Trustのチャリティーのため、YouTuberたちとのコラボ版を製作
  - 2014年10月12日リリース
  - UKのiTunesを通じてダウンロードされた売上金は寄付金として使用[13]

## ツアー
Meet The Vamps 2014 Tour
- バンド初のヘッドラインツアー
- 2014年9月23日〜10月18日
- 英国17公演（すべての公演でソールドアウト）

Vamps 2015 Arena Tour
- 2015年4月17日〜5月8日
- 英国13公演（うち3公演は追加日程）
- ロンドンO2アリーナのチケットは44分で完売[14]

Wake Up World 2016 Tour
The Vamps 2017 World Tour
Night And Day 2018 Tour
Four Comers 2019 Tour

## 来日公演
2014年5月〜6月
- プロモーションのため初来日
- 2014年5月31日、渋谷タワレコにてミニライブ＋トークイベント

2015年2月
- 2015年2月5日、Zepp Tokyoにて日本初フルライブ

2016年2月
- 2016年2月3日、東京国際フォーラムにて来日公演

2017年10月
- 2017年10月10日・11日、Zepp Tokyoにて東京公演
- 2017年10月13日、Zepp Osaka Baysideにて初となる大阪公演

2019年8月
- 2019年8月17日、SUMMER SONIC 2019 大阪会場初出演
- 2019年8月18日、SUMMER SONIC 2019 東京会場出演